# Zdenko Križić
Zdenko Križić OCD (ur. 2 lutego 1953 w Johovacu) – chorwacki duchowny katolicki, w latach 2016–2023 biskup Gospić-Senj, arcybiskup metropolita splicko-makarski od 2023. 

## Życiorys

### Prezbiterat
Święcenia kapłańskie otrzymał 27 czerwca 1977 w zakonie karmelitów bosych. Pracował głównie jako przełożony kilku chorwackich klasztorów oraz jako wykładowca zakonnego instytutu w Zagrzebiu. Był także wikariuszem i przełożonym prowincjalnym oraz wikariuszem generalnym zgromadzenia. W latach 2012–2016 kierował klasztorem Teresianum w Rzymie.

### Episkopat
4 kwietnia 2016 papież Franciszek mianował go biskupem ordynariuszem diecezji Gospić-Senj. Sakry udzielił mu 25 maja 2016 metropolita zagrzebski – kardynał Josip Bozanić.
8 września 2023 został mianowany arcybiskupem metropolitą splicko-makarskim. 29 czerwca 2024 w bazylice św. Piotra na Watykanie odebrał od papieża Franciszka paliusz.